# Občina Zavrč
Občina Zavrč je ena od občin v Republiki Sloveniji. Leži na Hrvaško-Slovenski meji na vzhodu Slovenije. Naselja občine Zavrč so: Belski Vrh, Drenovec, Gorenjski Vrh, Goričak, Hrastovec, Korenjak, Pestike, Turški Vrh, Zavrč Na Belskem Vrhu stoji cerkev sv. Urbana, tik ob hrvaški meji, v Turškem Vrhu stoji cerkev sv. Mohorja, Gorenjski Vrh krasi cerkev sv. Janeza, v samem kraju Zavrč pa stojita sv. Miklavž (sv. Nikolaj) in z vinsko trto obdana devica Marija. V kraju Zavrč je osnovna šola z imenom OŠ Cirkulane-Zavrč, vrtec in grad, ki je bil pred preselitvijo, sedež Občine Zavrč, sedaj je ta grad na voljo ljudem, ki stanujejo v njem. V Goričaku imajo  edina trgovino v celotni občini, bar, poštna poslovalnica Slovenije in Gasilski dom prostovolnega gasilskega društva (na kratko, PGD) Zavrč. V Turškem Vrhu je spomenik turške babice, ki leži ob sprehajalni poti. V občini Zavrč se ljudje pretežno ukvarjajo z vinogradništvom in živinorejo.

## Naselja v občini
Belski Vrh, Drenovec, Gorenjski Vrh, Goričak, Hrastovec, Korenjak, Pestike, Turški Vrh, Zavrč